# Histieu
Histieu (en llatí Histiaeus, en grec antic Ἱστιαῖος), mort l'any 494 aC, fou tirà de Milet. Va estar al servei de Darios I el Gran i després es va dedicar a la pirateria. Va morir empalat a mans dels perses.
Va dirigir el seu contingent de jonis al servei de Darios I el Gran durant la invasió del país dels escites europeus l'any 513 aC i va quedar en custòdia del pont de vaixells amb què l'exèrcit va creuar el Danubi. El rei li va dir que s'esperés seixanta dies. L'exèrcit persa no va tornar a temps i Milcíades d'Atenes va aconsellar als vigilants de destruir el pont i retirar-se, però Histieu va voler esperar. Quan per fi els perses van tornar, Histieu els va conduir sans i estalvis a l'altre costat del riu. Darios li va agrair profundament aquest servei i en tornar a Sardes li va concedir el govern de Mitilene i un districte de la zona del riu Estrímon a Tràcia, deixant el govern de Milet al seu parent Aristàgores.
Va construir una ciutat de nom Mircinos, on sembla que volia establir un regne independent, prop de mines de plata i altres metalls, però l'oficial persa Megabazos, governador de Tràcia, va donar part al rei. Darios va cridar Histieu a Susa on va romandre retingut per tretze anys, tractat amablement però sense poder tornar a Jònia.
Quan va esclatar la Revolta Jònica i es va cremar Sardes (499 aC), Darios va acusar Histieu de ser part de la revolta, com de fet així era. Histieu es comunicava amb Aristàgores per mitjà d'un esclau al que rapaven el cap, escrivien el missatge i després deixaven créixer el pel. Histieu va protestar i va oferir al rei de parar la revolta i de sotmetre al seu poder l'illa de Sardínia i el rei el va deixar marxar, però quan va arribar a Sardes es va trobar que la revolta havia estat aplanada.
El sàtrapa de Sardes Artafernes el va acusar de dirigir la revolta per mitjà d'Aristàgores, i Histieu va fugir a Quios. Va començar a intrigar amb alguns notables perses a Sardes però Artafernes ho va descobrir i va fer executar als conspiradors. Histieu va anar a Lesbos on va aixecar una petita força amb la qual es va dirigir a Bizanci que encara romania revoltada i va confiscar tots els vaixells que va trobar a l'Euxí i que refusaven reconèixer-lo com a cap.
Rendida Milet l'any 494 aC Histieu va ocupar Quios però va perdre gran part de les seves forces a la batalla de Lade; també va ocupar Tasos, però llavors va arribar la flota fenícia que de Milet es dirigia cap al nord de Jònia i Eòlia. Histieu va baixar per la costa oposada i va assolar la plana de Caicus i Atarnea però va ser derrotar i fet presoner per les tropes de cavalleria dirigides pel general Hàrpag.
L'haurien mort al moment si no hagués cridat que era Histieu de Milet amb l'esperança de salvar la vida, el que segurament haguera aconseguit d'haver estat entregat al rei; però Hàrpagos i Artafernes el van fer empalar i van enviar al rei el seu cap. Darios el va fer enterrar honorablement i va amonestar als seus oficials per haver mort «l'home que havia salvat el seu exèrcit i el mateix rei», segons diu Heròdot, la font principal sobre aquest personatge.